# Allophylus triphyllus
Allophylus triphyllus là một loài thực vật có hoa trong họ Bồ hòn. Loài này được (Burm.f.) Merr. mô tả khoa học đầu tiên năm 1921.